# Philips Innovation Award
De Philips Innovation Award is een internationale student-ondernemer prijs die jaarlijks georganiseerd wordt. De award wordt uitgereikt aan studenten (of recent afgestudeerden) die een innovatief idee hebben getransformeerd in een start-up. De prijs kan uitgereikt worden aan een individueel of team en wordt bepaald door een team van kenners op het gebied van ondernemen. Deelnemers aan het programma krijgen coaching van partners van Philips Innovation Award.
Winnaars ontvangen een prijs ter waarde van €50.000. Sinds 2017 is er ook een Rough Diamond Award geïntroduceerd, waarin enkel start-ups mogen deelnemen die voor 1 oktober 2017 nog niet staan ingeschreven in de Kamer van Koophandel. De winnaar van de Rough Diamond Award wint €10.000.
De organisatie achter de prijs wordt geleid door een commissie van het Rotterdamsch Studenten Corps/Rotterdamsche Vrouwelijke Studentenvereeniging in samenwerking met de Erasmus Universiteit Rotterdam en Royal Philips NV

## Ontvangers
- 2006: Senz (stormparaplu)
- 2007: Holland Container Innovations
- 2008: Nightbalance (behandeling voor slaap apneu)
- 2009: Flux Chairs (opvouwbaar meubilair)
- 2011: Clinical Graphics (medische software)
- 2013: One Nights Tent (recyclebare tent)
- 2015: Pearltect (nu Invi, armband voor empowerment tegen verkrachting)
- 2016: Ava (app voor doven en slechthorenden)
- 2017: GBM Works (een stille methode om windturbines te installeren)
- 2018: Closure (app die nabestaanden helpt bij het opzeggen van contracten) [3]
- 2019: BI/OND (maakt organ-on-chips voor betere geneesmiddelen)
- 2020: Lalaland (maakt AI-gegenereerde modellen voor e-commerce webshops) [4]
- 2021: Loop (doodskist die de aarde verrijkt)[5]
- 2022: Respyre (technologie voor meer natuur in de stad)[6]